# Demografía prehistórica

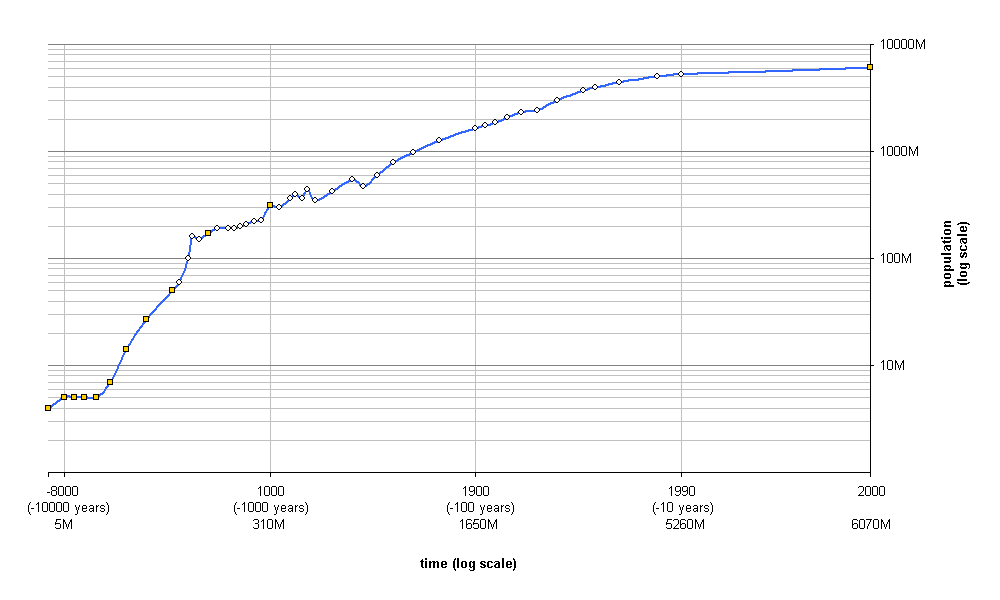
Representación logarítmica que representa las estimaciones de la población mundial desde 10 000 a. C. hasta 2000 d. C.

La demografía prehistórica, paleodemografía o demografía arqueológica es el estudio de la demografía humana y homínida en la prehistoria.
Más específicamente, la paleodemografía analiza los cambios en las poblaciones premodernas para determinar algo sobre las influencias en la vida útil y la salud de los pueblos anteriores.[cita requerida] Las reconstrucciones de tamaños y dinámicas de poblaciones antiguas se basan en la bioarqueología, el ADN antiguo y la inferencia de la genética de poblaciones moderna.[cita requerida]

## Métodos

### Análisis esquelético
El análisis esquelético puede proporcionar información como una estimación de la edad en el momento de la muerte. Existen numerosos métodos que se pueden utilizar; además de la estimación de la edad y la estimación del sexo, alguien versado en osteología básica puede determinar un número mínimo de individuos (o MNI) en contextos abarrotados, como en fosas comunes o un osario. Esto es importante, ya que no siempre es obvio cuántos cuerpos componen los huesos que se encuentran en un montón a medida que se excavan.
Ocasionalmente, la prevalencia histórica de enfermedades como la lepra también se puede determinar a partir de la reestructuración ósea y el deterioro. La paleopatología, como se llaman estas investigaciones, puede ser útil en la estimación precisa de las tasas de mortalidad.

### Análisis genético
La creciente disponibilidad de secuenciación del ADN desde finales de la década de 1990 ha permitido estimaciones sobre los tamaños efectivos de las poblaciones del Paleolítico. Tales modelos sugieren un tamaño de población humana efectiva del orden de 10 000 individuos para el Pleistoceno tardío. Esto incluye solo la población reproductora que produjo descendientes a largo plazo y la población real puede haber sido sustancialmente mayor (en los seis dígitos). Sherry et al. (1997) basados en secuencia Alu estimaron un tamaño de población efectivo aproximadamente constante del orden de 18 000 individuos para la población de Homo ancestral a los humanos modernos en los últimos uno a dos millones de años. Huff et al. (2010) rechazaron todos los modelos con un tamaño de población efectivo antiguo mayor de 26 000. Hace aproximadamente 130 000 años, Sjödin et al. (2012) estiman un tamaño de población efectivo del orden de 10 000 a 30 000 individuos, e infieren una «población censal» real de Homo sapiens temprano de aproximadamente 100 000 a 300 000 individuos. Los autores también señalan que su modelo desfavorece la suposición de un cuello de botella poblacional temprano (pre-fuera de África) que afecta a todo el Homo sapiens.

### Estimaciones de la superficie terrestre habitable
Según un estudio de 2015, la superficie total de África, Eurasia y Sahul que era habitable para los humanos durante el Último Máximo Glacial (LGM) era de alrededor de 76 959 712,4 km2. Basado en un conjunto de datos de densidad de población promedio de grupos de cazadores-recolectores recopilados por Lewis R. Binford, que indican una densidad media de 0,1223 humanos por km2 y una densidad mediana de 0,0444 humanos por km2, la población humana combinada de África y Eurasia en el momento del LGM habría sido entre 2 998 820 y 8 260 262 personas. Alternativamente, si se utiliza una densidad de población humana basada en la de los carnívoros modernos de cuerpo mediano a grande, cuya densidad mediana es de 0,0275 individuos por km2 y cuya densidad media es de 0,0384 individuos por km2, se obtiene una población humana afroeuroasiática total de 2 120 000 a 2 950 000. La densidad de población de Sahul fue significativamente menor que la de Afro-Eurasia, calculándose como solo 0,005 humanos por km2 durante el tiempo justo antes del LGM. Como consecuencia, suponiendo que Sahul poseyera una superficie habitable total estimada de 9 418 730,8 km2, su población era como máximo de 47 000 en el momento de la LGM, y probablemente menor que eso, dado que se cree que su población disminuyó hasta en un 61% durante el LGM, una tendencia demográfica apoyada por evidencia arqueológica, y, por lo tanto, habría poseído una densidad de población real aún menor que la densidad calculada justo antes de la LGM.

## Estimaciones de la población de homínidos
J. Lawrence Angel estima que el promedio de vida de los homínidos en la sabana africana hace entre 4 000 000 y 200 000 años era de 20 años. Esto significa que la población se renovaría completamente unas cinco veces por siglo,[cita requerida] suponiendo que la mortalidad infantil ya se haya contabilizado.[cita requerida] Se estima además que la población de homínidos en África fluctuó entre 10 000 y 100 000 individuos, por lo que promedió alrededor de 50 000 individuos.[cita requerida] Multiplicando 40 000 siglos por 50 000 a 500 000 individuos por siglo produce un total de 2 mil millones a 20 mil millones de homínidos que vivieron durante ese lapso de tiempo de aproximadamente 4 000 000 de años.